# グレゴリー・ブノワ
グレゴリー・ブノワ（Gregory Benoist、香港表記：貝諾華、1983年2月7日 - ）は、ベルギー生まれの元騎手である。

## 来歴
ベルギー、ブリュッセル郊外で生まれ、14歳の時にフランス、グヴューのムーラン・ア・ヴァン学校へ通い競馬を学ぶ。同じくベルギー出身のジャン・マルク・カピットの下で修行し、その後カピットはマルセイユへ移動、ブノワはシャンティイに残ることになった。 
2013年、エクトー(Ectot)でクリテリウム・アンテルナシオナルを勝ちG1初制覇。2014年には後に日本で阪神牝馬ステークスを制するデゼルの母、アヴニールセルタン(Avenir Certain)に騎乗、プール・デッセ・デ・プーリッシュとディアヌ賞のダブルG1制覇を成し遂げた。 
最近の重賞レースでは、凱旋門賞制覇を狙う日本のドウデュースを相手にG2ニエル賞でシムカミル(Simca Mille)に騎乗。本馬を勝利へと導いた。 
また過去には日本でも騎乗することもあり、2013年2月17日東京10Rで行われたアメジストSをサトノエンペラーで勝利、これがJRA初勝利となった。 
2014年にはソロルに騎乗しG1フェブラリーステークスに出走した事もある(勝ち馬コパノリッキー)。結果は12着。
2022年12月11日、同年をもって騎手を引退することが発表された。

## 主な勝ち鞍

### フランス
- クリテリウム・アンテルナシオナル - Ectot（2013年）
- プール・デッセ・デ・プーリッシュ - Avenir Certain（2014年）
- ディアヌ賞 - Avenir Certain（2014年）